# Подлєсна Олександра Миколаївна
Олександра Миколаївна Подлєсна (нар. 11 грудня 1996) — українська волейболістка, Майстер спорту України міжнародного класу. Фіналістка Літніх Паралімпійських ігор 2016, Ріо-де-Женейро, Бразилія.